# Mont Pelvoux
Pour les articles homonymes, voir Pelvoux (homonymie).
Ne doit pas être confondu avec Mont Pelve.
Le mont Pelvoux est un sommet français faisant partie du massif des Écrins, dans les Hautes-Alpes.

## Toponymie
Le nom de Pelvoux vient de l'occitan pelve, qui signifie « haute montagne ».

## Géographie

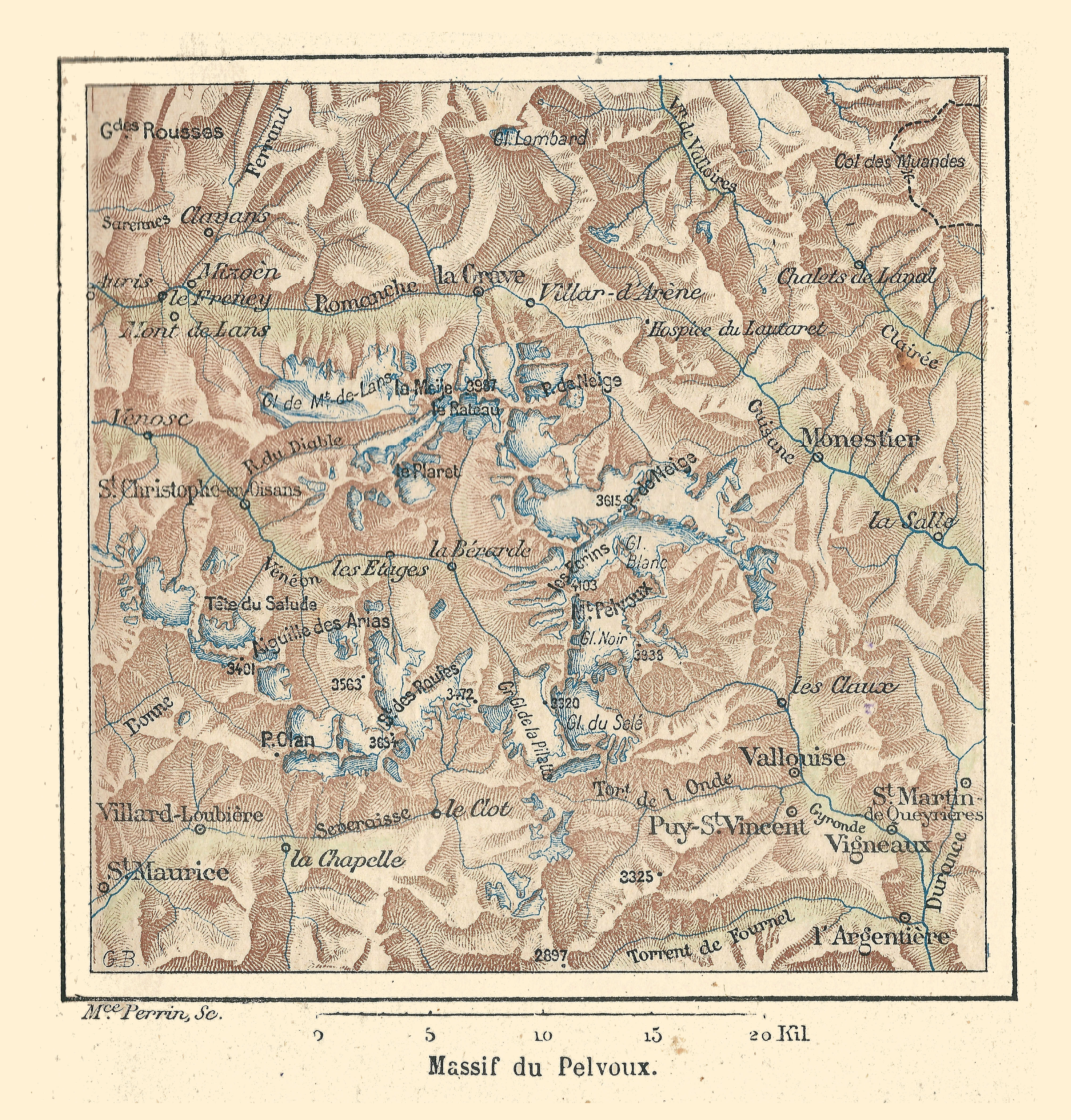
Le Massif du Pelvoux en 1894.

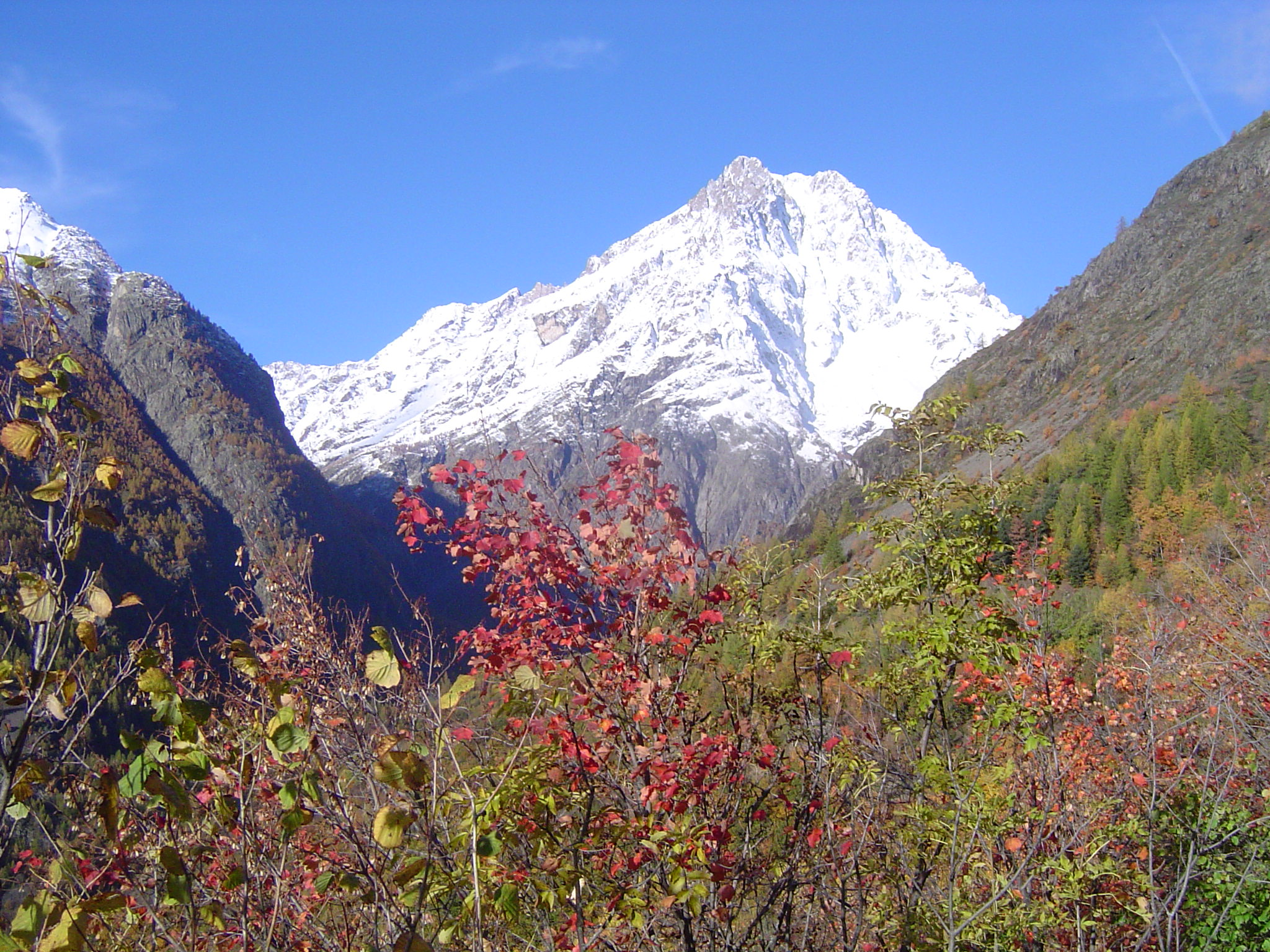
Face sud du Pelvoux depuis la route de l'Eychaudas.

Longtemps considéré comme le plus haut sommet du massif et de toutes les Alpes françaises (avant l’annexion de la Savoie), le Pelvoux est une immense montagne de neige et de roc, un véritable massif à lui tout seul. C’est parce que, de la vallée de la Durance, sa masse imposante cache une bonne partie du massif des Écrins – dont son point culminant, la barre des Écrins – que le Pelvoux était pris pour la plus haute montagne de la région et cela explique aussi pourquoi il a longtemps donné son nom au massif tout entier.
Le mont Pelvoux comprend quatre sommets assez individualisés : 
- la pointe Puiseux (3 943 m, point culminant) ;
- la pointe Durand (3 932 m) ;
- le Petit Pelvoux (3 753 m) ;
- les Trois Dents du Pelvoux (3 683 m).

Il est situé dans la commune nouvelle de Vallouise-Pelvoux, anciennement dans la commune de Pelvoux.

## Histoire
Par le sud au-dessus des Rochers Rouges :
- 1828 - La première ascension fut effectuée, dans un but de cartographie, par le capitaine Adrien Durand[3], Alexis Liotard et Jacques-Étienne Mathéoud (chasseurs de chamois), le 30 juillet. Il est probable qu'ils soient également montés à la pointe Puiseux mais le capitaine Durand n'en fait pas mention. On lui attribue donc la première à la pointe Durand[4] ;
- 1848 - Ascension de la pointe Puiseux par Victor Puiseux et le guide Pierre-Antoine Barnéoud, le 8 septembre.

Par le couloir Coolidge (voie normale) :
- 1881 - William Auguste Coolidge avec Christian Almer père et fils, le 15 juillet. Première ascension du couloir Coolidge ;
- 1882 - Traversée du Pelvoux par Charles Passavant avec Alexandre Burgener et P. A. Reymond (par le glacier des Violettes), le 25 juin.

Par l'arête nord-est (arête des Violettes) :
- 1935 - Jean-Antoine Morin avec Jean Vernet, Georges Vernet et Jean Charignon.

Par le nord :
- 1888 - Ascension par Moritz von Küffner ;
- 1891 - Ascension par F.E.L Swann ;
- 1936 - Arête nord de la pointe Puisieux par Maurice Fourastier et Arthur Manhès ;
- 1951 - Couloir nord des Trois Dents du Pelvoux (couloir Victor Chaud) par Victor Chaud ;
- 1951 - Voie dans le Triangle de la Momie par Victor Chaud avec Claude Nolin ;
- 1951 - Couloir Pélas Verney par Victor Chaud avec Jean Walden ;
- 1964 - Face nord par Raymond Ginel et Olivier Pinard.

## Alpinisme
Le mont Pelvoux est un sommet complexe (avec quatre pointes distinctes) : il accueille donc de nombreux itinéraires d'alpinisme.
Ce sommet est tout d'abord connu dans le milieu de l'alpinisme pour sa célèbre traversée : montée par le couloir Coolidge et descente par le glacier des Violettes qui sert de voie normale, l'itinéraire historique étant quelque peu délaissé.
Deux autres couloirs (Mettrier et Tuckett) peuvent servir d'itinéraire de délestage, la voie normale étant très parcourue.
Enfin, trois autres itinéraires plus difficiles existent : l'arête N, l'arête W (voie rocheuse) et la pente centrale (voie mixte).

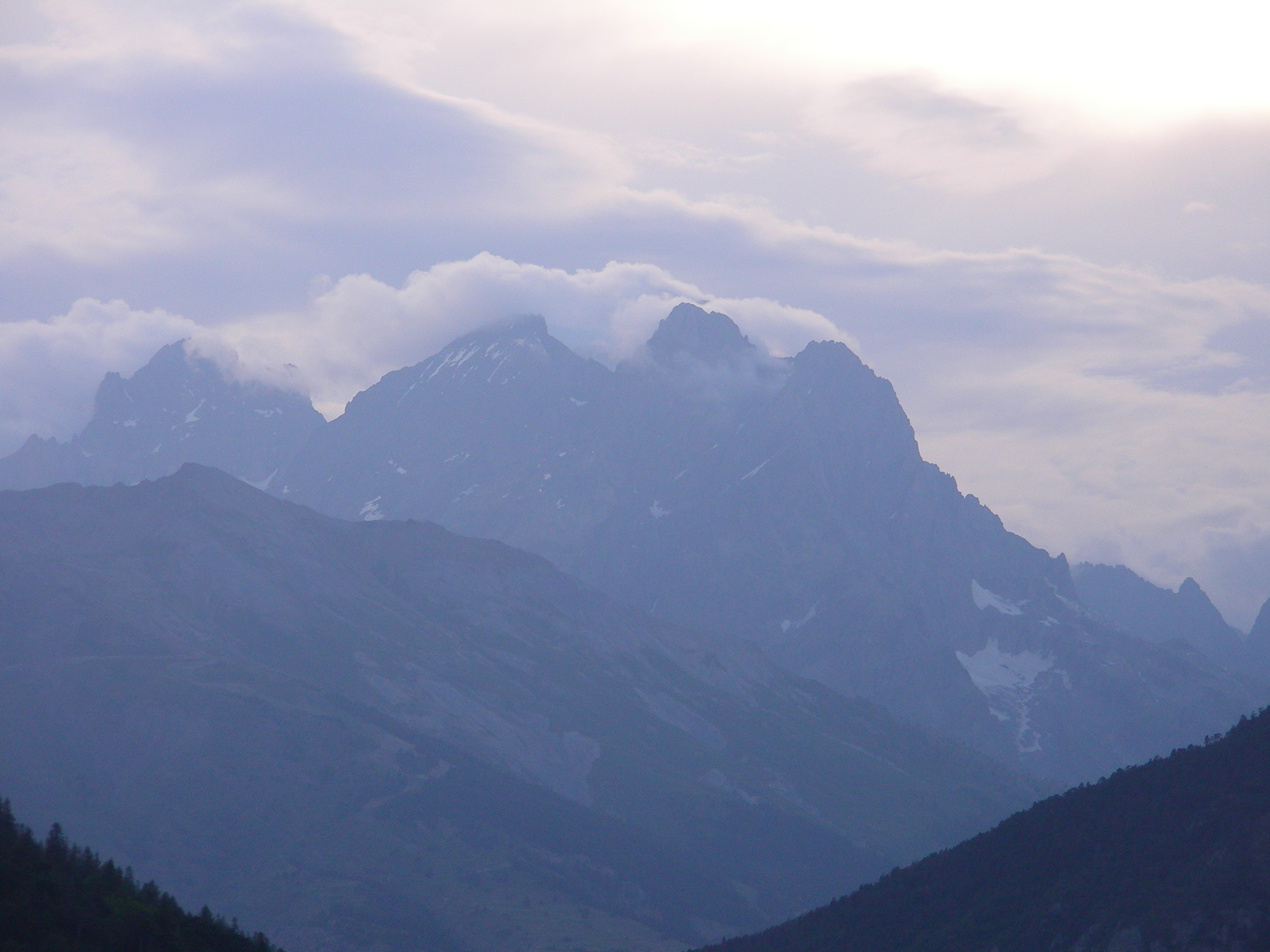
Le Pelvoux, en été, vu des rampes de l'Argentière (RN94).
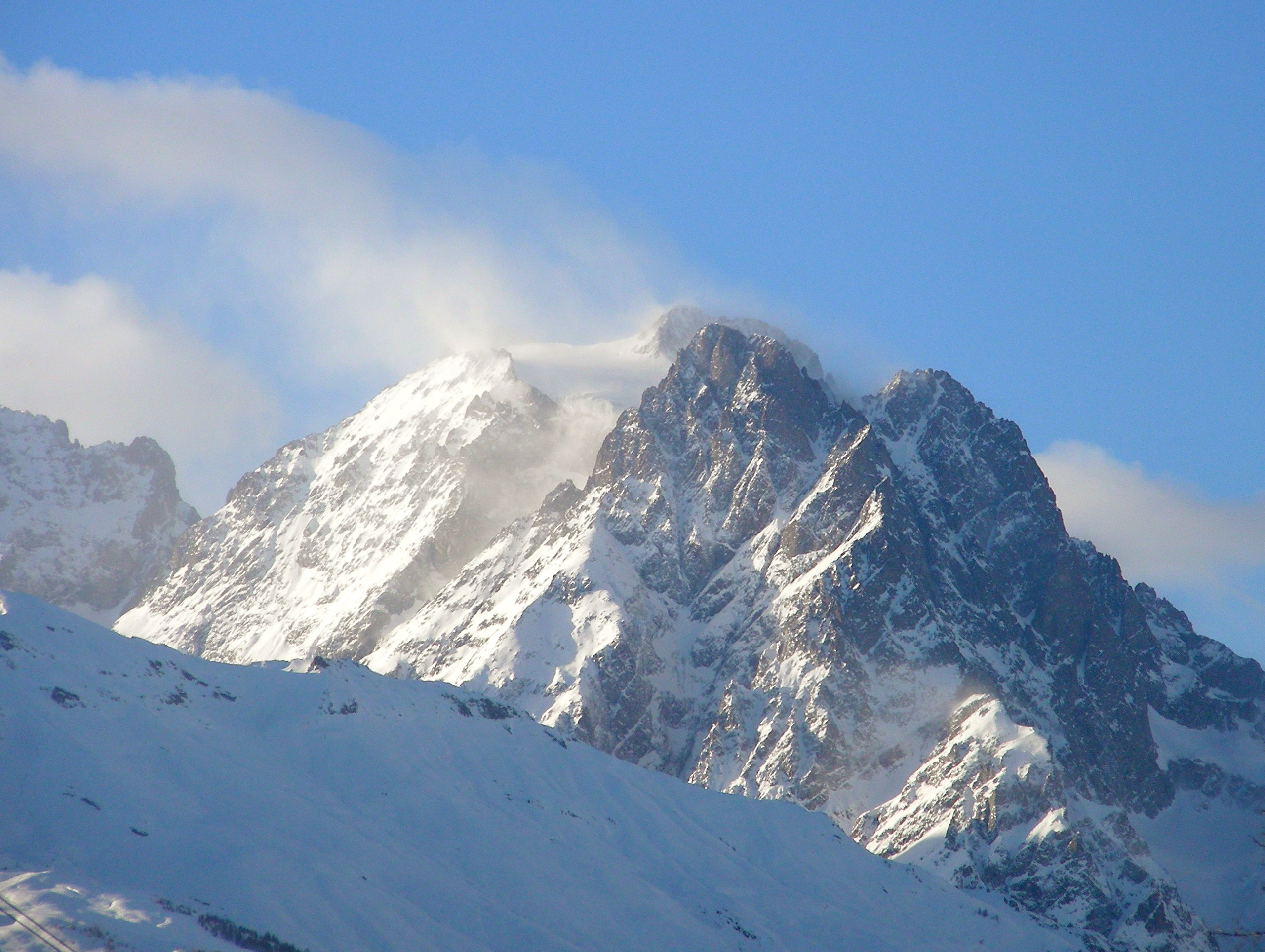
Le Pelvoux en hiver.
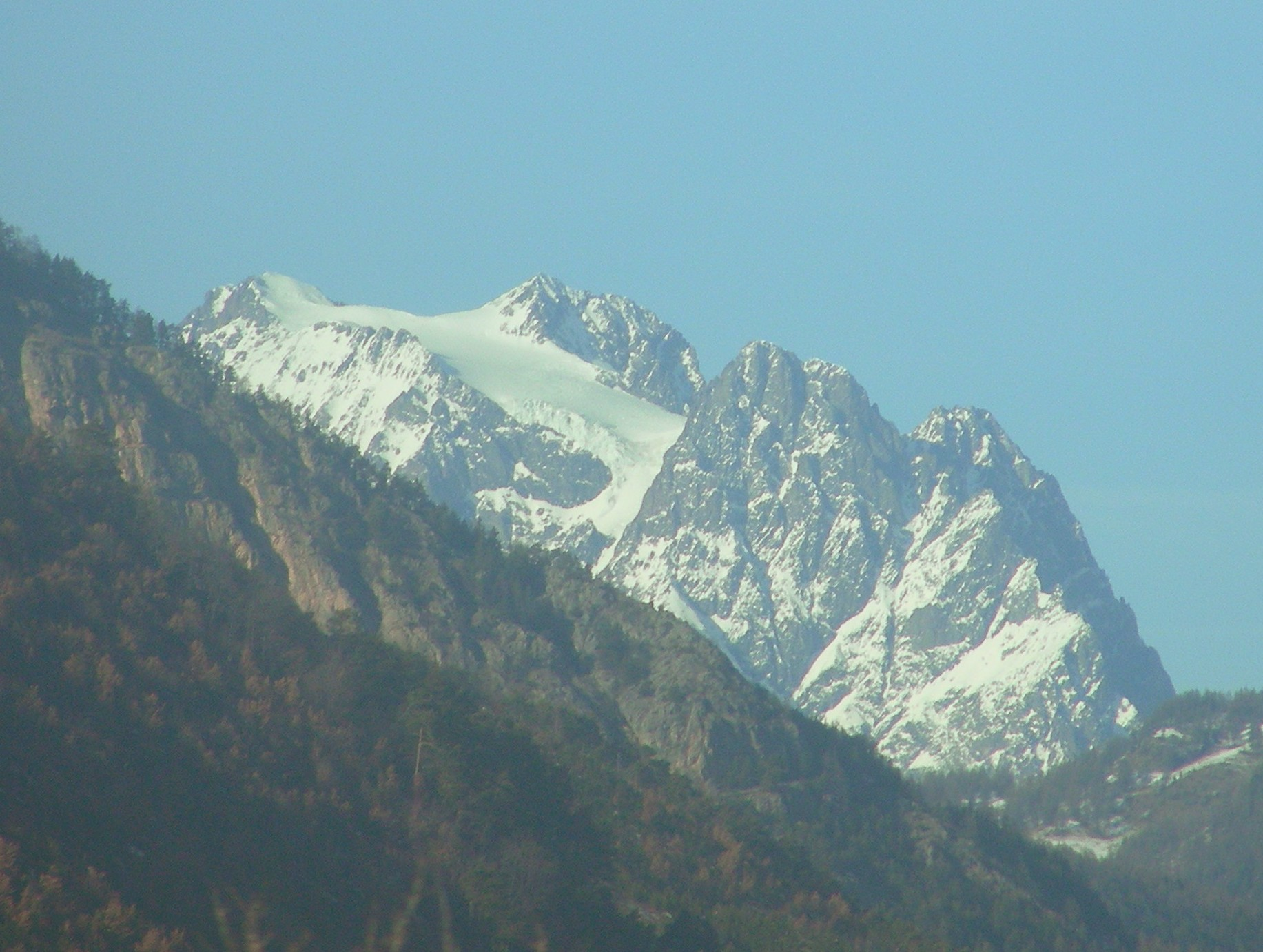
Le Pelvoux depuis Montdauphin-gare.
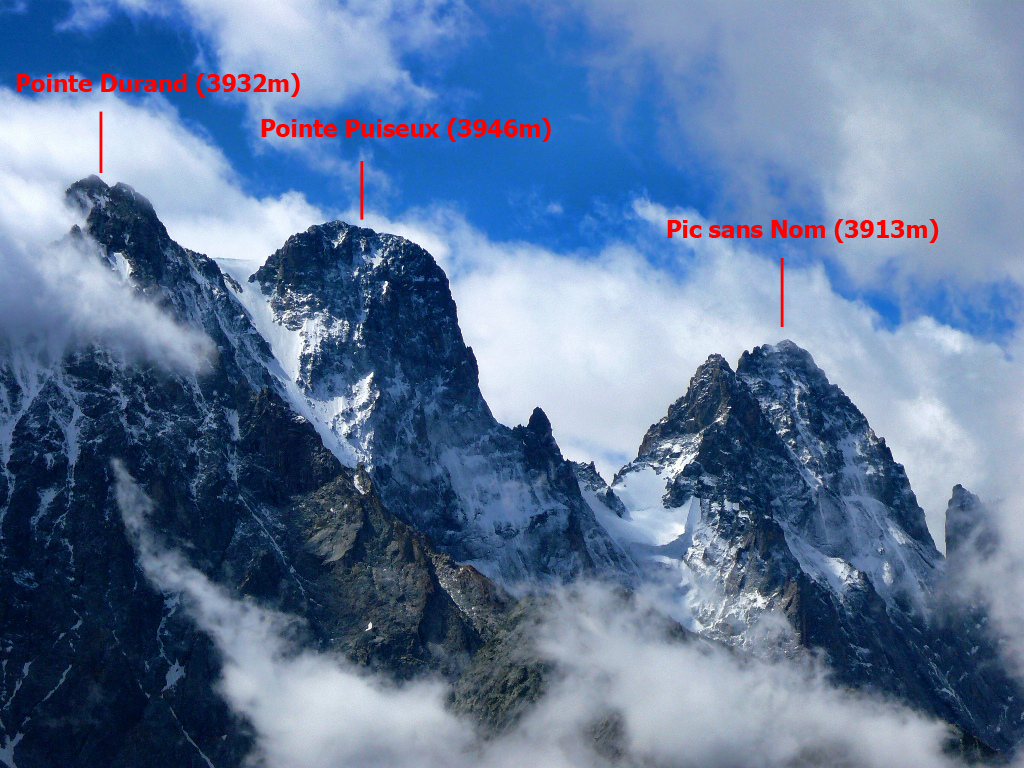
Le Pelvoux et le pic Sans Nom depuis le glacier Blanc.